# Бакаев, Нугзар Ильич
Нугзар Ильич Бакаев (осет. Бахъаты Нугзар; 25 сентября 1934, Бакатикау, Грузинская ССР — 21 декабря 2018) — юго-осетинский публицист, поэт, педагог, политик и общественный деятель. Депутат парламента Южной Осетии 4 созыва (2004—2009). Член Союза писателей Республики Южная Осетия.

## Биография
Родился 25 сентября 1934 года в крестьянской семье в осетинском селе Бакатикау, Грузинская ССР. С 1941 года обучался в начальной школе в Бакатикау. Среднее образование получил в 1953 году в средней школе села Зиулет. В 1953 году поступил на учёбу на факультет осетинского языка и литературы Юго-Осетинского педагогического института (сегодня — Юго-Осетинский государственный университет). После получения высшего образования работал учителем русского языка и литературы в восьмилетней Вильдинской школе Цхинвальского района.
С 1961 года работал преподавателем осетинского языка и литературы в Дменисской восьмилетней школе. С 1963 года по 1979 год был директором восьмилетней школы в селе Верхний Чарс, средней школы в селе Коркула, восьмилетней школы в селе Валитикау, восьмилетней школы в селе Сарабук. С 1979 года занимал должности редактора отдела критики и публицистики литературного журнала «Фидиуæг», главного редактора книжного издательства «Ирыстон» в Цхинвале и директора издательства «Ирыстон». Был главным редактором республиканского журнала «Вестник». Был членом Союза писателей СССР.
Занимался политической деятельностью. Участвовал в осетинском движении «Стыр Ныхас» (был заместителем председателя). В 2004 году был избран в Парламент Южной Осетии от партии «Единство». До окончания своего депутатского срока в 2009 году работал председателем Комитета по культуре, образованию, науке, религии и СМИ.
Издал более 14 поэтических сборников. В 1957 году издал свою первую книгу «Любовные песни» и в 1960 году — первый поэтический сборник «Уалдыгон райсом» (Весеннее утро). Издал несколько поэтических сборников. Последний сборник «Æхгæд фыстæг» (Закрытое письмо) вышел из печати в 1990 году. Собрал свидетельства о жизни первого министра обороны Южной Осетии Валерия Хубулова, которые издал в сборнике «Сын осетинского народа».
30 декабря 2014 года указом Президента Южной Осетии Леонида Тибилова был награждён Почётной грамотой Республики Южной Осетии «за большой личный вклад в развитие осетинской литературы, многолетнюю плодотворную творческую деятельность».